# František Xaver Richter

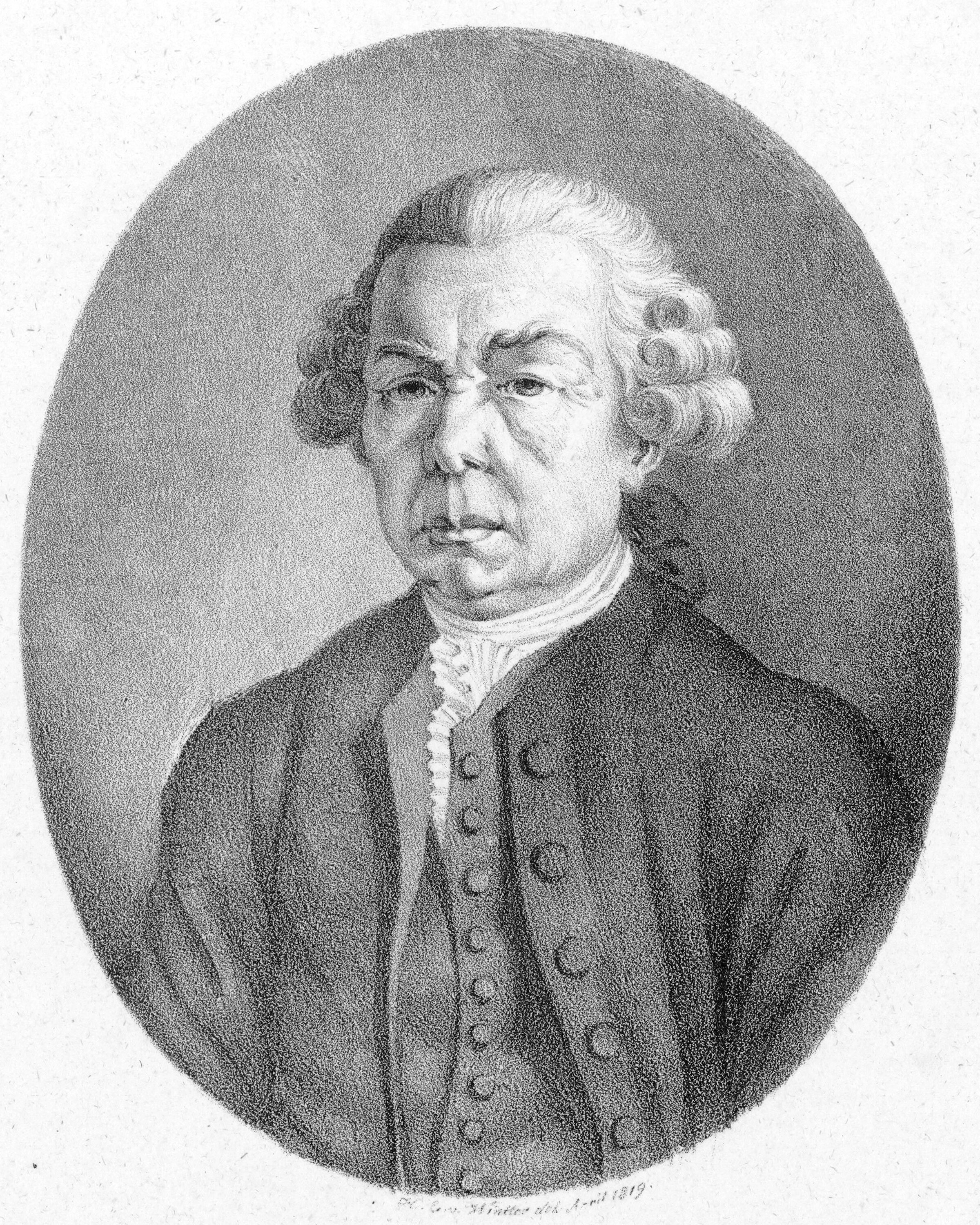
František Xaver Richter

František Xaver Richter (later Tsjechisch nationaal aangepaste naam, als Franz-Xaver Richter gedoopt en ingeschreven in Holleschau, sinds 1945 Holešov, Moravië, 1 december 1709 – Straatsburg, Elzas, 12 september 1789) was een Moravisch componist, muziekpedagoog, muziektheoreticus, zanger, violist en een belangrijk vertegenwoordiger van de Mannheimer Schule. 

## Levensloop
Richter deed zijn muziek-studies in Wenen en Italië. Van 1740 tot 1747 was hij 2e kapelmeester in de diensten van vorstabt Anselm Reichlin von Meldegg te Kempten im Allgäu. Tijdens deze periode werden zes van zijn meer dan 70 symfonieën in totaal in Parijs gepubliceerd. Sinds 1747 was hij als componist, violist en zanger (bas) bij de bekende Mannheimer Hofkapelle van keurvorst Karel Theodoor van Beieren.
In 1769 was hij opvolger van Louis Garnier als kapelmeester aan de Onze-Lieve-Vrouwekathedraal van Straatsburg, waar in zijn laatste jaren Ignaz Pleyel, een leerling van Joseph Haydn, zijn plaatsvervanger was. 
In zijn werken verbinden zich stijl-elementen van het barok met lichtvoetige elementen. Hij behoort tot die meesters van de Mannheimer Schule, die voor het begin van de voor-klassieke symfonie belangrijk waren. Hij heeft het boek: Harmonische Belehrungen oder gründliche Anweisung zu der musikalischen Ton-Kunst oder regulären Komposition gepubliceerd. 
Concert-reizen voerden hem naar Frankrijk, Nederland en het Verenigd Koninkrijk. 
Tot zijn belangrijkste leerlingen behoorden Karel Filip Stamic, František Xaver Pokorný, Joseph Martin Kraus en Ferdinand Fraenzel.
Op het slot Holešov in Tsjechië is in het park een borstbeeld van František Xaver Richter opgesteld. 

## Composities

### Werken voor orkest

#### Symfonieën
- Symfonie No. 1 in G groot, voor strijkorkest
  1. Allegro
  2. Andante
  3. Presto
- Symfonie No. 2 in C groot, voor strijkorkest
  1. Allegro
  2. Andantino
  3. Tempo di minuetto
- Symfonie No. 3 in Bes groot, voor strijkorkest
  1. Spiritoso
  2. Andante
  3. Presto
- Sinfonia a Quattro in c klein, voor strijkorkest
  1. Allegro ma pocco
  2. Tempo giusto
  3. Allegro
- Symfonie in F groot, voor orkest, op. 4 nr. 2
- Symfonie in A groot, voor orkest
- Symfonie in G groot, voor orkest
- Symfonie in c klein, voor strijkorkest en piano
- Symfonie in d klein, voor orkest
- Symfonie in f klein, voor orkest
- Sinfonia con fuga in g klein, voor orkest

#### Concerten voor solo instrumenten en orkest
- Concert in D groot, voor trompet, strijkers en klavecimbel
  1. Allegro moderato
  2. Andante
  3. Allegro
- Concerto in e klein, voor fluit, strijkers en basso continuo
- Concerto in D groot, voor fluit en orkest
- Concerto in G groot, voor fluit en orkest
- Concerto in F groot, voor hobo, strijkers en klavecimbel
- Concerto in e klein, voor klavecimbel en strijkers

### Missen en gewijde muziek
- Kemptener Te Deum, voor gemengd koor, strijkers, trompetten en pauken
- Magnificat in C
- Messe in C
- Messe Pastorale in C
- Oratorium voor de goede Vrijdag "La deposizione della croce"

### Kamermuziek
- 1759 Zes sonates voor piano, fluit, viool en cello
- 1763 Zes sonates voor piano, fluit, viool en cello
- Adagio en Fuga in g klein, voor strijkkwartet
- Divertimenti, voor strijkkwartet, op. 5
- Sonata in G groot, voor fluit en piano
- Strijkkwartet in C groot, op. 5 no. 1
- Strijkkwartet in Bes groot, op. 5 no. 2
- Strijkkwartet, op. 5 no. 3
- Strijkkwartet in Es groot, op. 5 no. 4
- Strijkkwartet in C groot, op. 51

- Bibsys: 90667805
- Biblioteca Nacional de España: XX1492426
- Bibliothèque nationale de France: cb138989963 (data)
- CiNii: DA10744740
- Gemeinsame Normdatei: 119085003
- International Standard Name Identifier: 0000 0001 1947 8803
- Library of Congress Control Number: n81112527
- Nationale Bibliotheek van Letland: 000075351
- MusicBrainz: daef735c-50ba-462e-9b06-7a120f13492f
- Nationale Bibliotheek van Tsjechië: jn19990209717
- Nationale Bibliotheek van Israël: 987007283532305171
- Nationale Bibliotheek van Polen: a0000002596714
- Nederlandse Thesaurus van Auteursnamen: 073868272
- LIBRIS: 298305
- SNAC: w60873qw
- Système universitaire de documentation: 094423598
- Trove: 1026522
- Virtual International Authority File: 27252934
- WorldCat: E39PBJbxBT9XWw38FbC7t4Gj4q